# Siergiej Awdiejew
Siergiej Wasiljewicz Awdiejew (ros. Серге́й Васи́льевич Авде́ев; ur. 1 stycznia 1956 w Czapajewsku) – rosyjski kosmonauta, Bohater Federacji Rosyjskiej (1993).

## Życiorys
Ukończył szkołę w Kujbyszewie (obecnie Samara) i w 1979 Moskiewski Instytut Inżynieryjno-Fizyczny, pracował w Zjednoczeniu Naukowo-Produkcyjnym „Energia”, 1979-1981 uczył się na Uniwersytecie Marksizmu-Leninizmu MK KPZR na Wydziale Kadr Ideologicznych. W 1983 został starszym porucznikiem rezerwy. W 1986 zaocznie ukończył aspiranturę Moskiewskiego Instytutu Inżynieryjno-Fizycznego i został kandydatem nauk matematyczno-fizycznych.
W lipcu 1987 został kandydatem na kosmonautę-badacza, od grudnia 1987 do lipca 1989 przechodził przygotowanie w Centrum Wyszkolenia Kosmonautów im. J. Gagarina, a w listopadzie 1989 został wyznaczony kosmonautą-badaczem 291 oddziału kosmonautów Zjednoczenia „Energia”. Był przygotowany do lotu na stację kosmiczną Mir i do lotu statkiem Sojuz TM-12, następnie statkiem Sojuz TM-13 i Sojuz TM-14 (jako członek załóg rezerwowych).
Od 27 lipca 1992 do 1 lutego 1993 odbywał swój pierwszy lot kosmiczny jako inżynier statku Sojuz TM-15 na stację Mir wraz z Anatolijem Sołowjowem i Francuzem Michelem Toninim; odbył wówczas cztery kosmiczne spacery. Od 3 września 1995 do 29 lutego 1996 wykonywał swój drugi lot kosmiczny jako inżynier statku Sojuz TM-22 i stacji Mir wraz z Jurijem Gidzenką i Thomasem Reiterem; wykonał wówczas jeden kosmiczny spacer, trwający 5 godzin i 16 minut, poza tym przez 29 minut pracował w rozhermetyzowanej komorze. Od 13 sierpnia 1998 do 28 sierpnia 1999 odbywał swój trzeci lot kosmiczny jako inżynier statku Sojuz TM-28, Sojuz TM-29 i stacji Mir; startował wraz z Giennadijem Padałką i Jurijem Baturinem statkiem Sojuz TM-28; odbył wówczas trzy kosmiczne spacery i raz pracował (przez 30 minut) w rozhermetyzowanym module.
Łącznie spędził w kosmosie 747 dni, 14 godzin, 12 minut i 27 sekund, w otwartej przestrzeni kosmicznej – 41 godzin oraz dodatkowo 59 minut w pomieszczeniach rozhermetyzowanych.
W lutym 2003 przeszedł na emeryturę. W 2004 otrzymał honorowe obywatelstwo Czapajewska.

## Odznaczenia
- Bohater Federacji Rosyjskiej (5 lutego 1993)
- Lotnik-Kosmonauta Federacji Rosyjskiej
- Order „Za zasługi dla Ojczyzny” II klasy (22 listopada 1999)
- Order „Za zasługi dla Ojczyzny” III klasy (1 kwietnia 1996)
- Medal „Za zasługi w podboju kosmosu” (12 kwietnia 2011)
- Legia Honorowa (Francja, 1999)
- Universal Astronaut Insignia za lot orbitalny (nr 274) – Stowarzyszenie Uczestników Lotów Kosmicznych (Association of Space Explorers(inne języki))[1]

## Wykaz lotów
| Loty kosmiczne, w których uczestniczył Siergiej Awdiejew                 | Loty kosmiczne, w których uczestniczył Siergiej Awdiejew | Loty kosmiczne, w których uczestniczył Siergiej Awdiejew | Loty kosmiczne, w których uczestniczył Siergiej Awdiejew | Loty kosmiczne, w których uczestniczył Siergiej Awdiejew | Loty kosmiczne, w których uczestniczył Siergiej Awdiejew | Loty kosmiczne, w których uczestniczył Siergiej Awdiejew |
| №                                                                        | Data startu                                              | Statek kosmiczny                                         | Data lądowania                                           | Statek kosmiczny                                         | Funkcja                                                  | Czas trwania                                             |
| ------------------------------------------------------------------------ | -------------------------------------------------------- | -------------------------------------------------------- | -------------------------------------------------------- | -------------------------------------------------------- | -------------------------------------------------------- | -------------------------------------------------------- |
| 1                                                                        | 27 lipca 1992                                            | Sojuz TM-15                                              | 1 lutego 1993                                            | Sojuz TM-15                                              | inżynier pokładowy Sojuza i ekspedycji Mir-12            | 188 dni 21 godzin 39 minut i 31 sekund                   |
| 2                                                                        | 3 września 1995                                          | Sojuz TM-22                                              | 29 lutego 1996                                           | Sojuz TM-22                                              | inżynier pokładowy Sojuza i ekspedycji Mir-20            | 179 dni 1 godzina 41 minut i 46 sekund                   |
| 3                                                                        | 13 sierpnia 1998                                         | Sojuz TM-28                                              | 28 sierpnia 1999                                         | Sojuz TM-29                                              | inżynier pokładowy Sojuza i ekspedycji Mir-26/Mir-27     | 379 dni 14 godzin 51 minut i 10 sekund                   |
| Łączny czas spędzony w kosmosie – 747 dni 14 godzin 12 minut i 27 sekund |                                                          |                                                          |                                                          |                                                          |                                                          |                                                          |